# 2529 Rockwell Kent
A 2529 Rockwell Kent (ideiglenes jelöléssel 1977 QL2) a Naprendszer kisbolygóövében található aszteroida. Nyikolaj Sztyepanovics Csernih fedezte fel 1977. augusztus 21-én.